# Kenny Lynch
Kenneth "Kenny" Lynch, OBE, född 18 mars 1938 i Stepney i Tower Hamlets i London, död 18 december 2019, var en brittisk sångare, låtskrivare, underhållare och skådespelare. Lynch medverkade i många olika varietéshower på 1960-talet. Han var en av de relativt få svarta sångare på den brittiska popscenen i början av 1960-talet.

## Diskografi
Album
- 1963 – Up On The Roof
- 1964 – We Like Kenny
- 1978 – Singin' And Swingin'
- 1980 – Having A Party (Jimmy Tarbuck & Kenny Lynch)
- 1983 – Half The Day's Gone And We Haven't Earne'd A Penny
- 1992 – After Dark (med The Laurie Holloway Trio)

Singlar (topp 50 på UK Singles Chart)
- 1960 – "Mountain of Love" (#33)
- 1962 – "Puff" (#33)
- 1962 – "Up on the Roof" (#10)
- 1963 – "You Can Never Stop Me Loving You" (#10)
- 1964 – "Stand by Me" (#39)
- 1964 – "What Am I to You" (#37)
- 1965 – "I'll Stay by You" (#29)
- 1983 – "Half the Day's Gone and We Haven't Earned a Penny" (#50)

## Filmografi
- Just for Fun (1963)
- Dr. Terror's House of Horrors (1965)
- The Plank (svensk titel: Plankan) (1967)
- Carry On Loving (1970)
- The Alf Garnett Saga (1972)
- The Playbirds (1978)
- The Plank (nyinspelning) (1979)
- Confessions from the David Galaxy Affair (1979)
- The Riddle (2007)